# Frères Borgstrom
Les frères Borgstrom sont quatre membres d'une même fratrie américaine (dont deux frères jumeaux) qui périrent à six mois d'intervalle pendant la Seconde Guerre mondiale.

## Famille
Leurs parents, Alben et Gunda Borgstrom, sont originaires de Thatcher, dans l'Utah. Les frères sont :
- LeRoy Elmer Borgstrom, 30 ans (né le 30 avril 1914, décédé le 22 juin 1944 en Italie), United States Army
- Clyde Eugene Borgstrom, 28 ans (né le 15 février 1916, décédé le 17 mars 1944 à Guadalcanal, îles Salomon), United States Marine Corps
- Rolon Day Borgstrom, 19 ans (né le 5 mai 1925, décédé le 8 août 1944 à Yaxham (en), Angleterre), United States Army Air Forces
- Rulon Jay Borgstrom, 19 ans (né le 5 mai 1925, décédé le 25 août 1944 en France), United States Army

## Jeunesse
Alben et Gunda Borgstrom sont les parents de dix enfants, dont sept garçons. En 1921, leur fils Veran meurt d'une rupture d'appendice à l'âge de neuf ans. Les six autres garçons fréquentent le Bear River High School à Garland. 
Après l’entrée en guerre des États-Unis, cinq des frères s'enrôlent ou sont enrôlés dans l’armée : Boyd, LeRoy, Clyde, Rolon Day et Rulon Jay Borgstrom. Le plus jeune fils des Borgstrom, Eldon, parfois orthographié Elton, qui n'est pas encore en âge de s'enrôler en 1944, est exempté du service militaire.

## Service militaire
Clyde, servant dans le 2e bataillon du génie aéronautique de l'United States Marine Corps, à Guadalcanal dans les îles Salomon, est tué dans un accident impliquant la chute d'un arbre alors qu'il défriche un terrain pour une piste d'atterrissage le 17 mars 1944. Trois mois plus tard, le 22 juin 1944, LeRoy, servant dans le 361e régiment de la 91e division d'infanterie, est tué au combat en Italie. Le 8 août 1944, Rolon Day, servant dans le 506e escadron du 44e groupe de bombardement, décède lorsque son bombardier rencontre des problèmes de moteur et s'écrase près de sa base de Yaxham (en), en Angleterre, alors qu'il est en mission en France. Son frère jumeau, Rulon Jay, servant dans le 38e régiment d'infanterie de la 2e division d'infanterie, est initialement porté disparu lors d'une attaque près de Brest, avant d'être retrouvé, mais décède des suites de ses blessures 18 jours plus tard le 25 août 1944.
Lorsque Rulon Jay est porté disparu en août 1944, la famille Borgstrom, avec l'aide de voisins et d'une délégation du Congrès de l'Utah, procède à une demande afin que Boyd, le dernier des fils Borgstrom toujours enrôlé, soit rapatrié du front. Peu de temps après, il est transféré aux États-Unis et libéré sur ordre spécial du commandant du corps des Marines Alexander Vandegrift.

## Enterrement
Près de quatre ans après la mort des quatre frères, leurs corps sont restitués dans l'Utah par l'American Graves Registration Service. L'enterrement a lieu au Garland Tabernacle de l'Église de Jésus-Christ des saints des derniers jours à Garland le 25 juin 1948. Clarence E. Smith, ancien directeur de l'école secondaire Bear River, le gouverneur de l'Utah Herbert B. Maw, le président de l'Église George Albert Smith et le général Mark W. Clark ont pris la parole lors des funérailles. Le contre-amiral John R. Redman, le major-général LeRoy P. Hunt (en) et le général de brigade Ned Schramm sont également présents. Les frères reposent côte à côte dans le cimetière Riverview de Tremonton.
Au cours des funérailles, les frères reçoivent à titre posthume trois médailles de l'étoile de bronze, une médaille de l'air et une médaille de bonne conduite. Selon le colonel Leonard R. Crews, « commandant du détachement d'escorte de la 6e armée à Ogden », la famille Borgstrom est la « seule famille Gold Star (en) quatre étoiles décorée pendant la Seconde Guerre mondiale » (les frères Sullivan — cinq membres d'une même fratrie américaine morts lors du naufrage de leur navire USS Juneau – forment une famille Gold Star cinq étoiles).

## Héritage
Selon Salt Lake Tribune en novembre 1944, la mort des quatre frères Borgstrom a eu pour conséquence une modification de la doctrine de l'armée américaine vis-à-vis des fratries déployées sur le front : « les forces armées dirigeantes accorderont une attention particulière à toute famille dans laquelle deux fils ou plus ont été tués et qu'un seul membre en service survit ». Même si l'article est publié quelques années avant la promulgation de la politique du seul survivant (1948), la mort des frères Borgstrom, ainsi que celle des frères Sullivan et d'autres, pourraient avoir contribué au développement de cette politique. La perte de quatre des frères Borgstrom, ainsi que la perte des cinq frères Sullivan, conduiront à l'adoption officielle de la politique du seul survivant dans les règlements de l'établissement militaire national en 1948.
En avril 1959, l'armée rend hommage aux frères Borgstrom en nommant en leur honneur un centre de formation de réserve à Ogden, dans l'Utah. En août 2001, un mémorial en l'honneur des soldats est inauguré à Tremonton, dans l'Utah, sur lequel sont exposées les images et les noms des frères.